# Senat Rzeczypospolitej Polskiej II kadencji (1991–1993)
Senat II kadencji – skład Senatu II kadencji wyłoniony został w wyborach do Sejmu i Senatu przeprowadzonych 27 X 1991.

## Kadencja Senatu
Kadencja Senatu rozpoczęła się 25 XI 1991, a upłynęła 30 V 1993, jednak pierwsze posiedzenie miało miejsce 26 XI 1991.

## Marszałek Senatu
Urząd marszałka od pierwszego posiedzenia i w okresie rozwiązania obu izb pełnił senator August Chełkowski.

## Rozwiązanie Sejmu i Senatu
Konsekwencją polityczną udzielenia przez Sejm wotum nieufności rządowi Suchockiej było rozwiązanie obu izb przez prezydenta Wałęsę. Oznaczało to brak władzy ustawodawczej w okresie od 31 V 1993 do 18 IX 1993 (de iure), a w rzeczywistości do 14 X 1993, czyli do momentu zebrania się nowej izby pochodzącej z wyborów z 19 IX 1993.
W związku z art. 10 Małej Konstytucji z 17 X 1992 urzędy Marszałka Sejmu i Marszałka Senatu zachowywali dotychczasowi marszałkowie. Wiązało się to z ciągłością władzy wynikającej z przepisów ustrojowych, a dotyczących pełnienia obowiązków głowy państwa w razie opróżnienia urzędu Prezydenta RP.